# バターフィールド8
- バターフィールド8
- バタフィールド8

『バターフィールド8』（BUtterfield 8）は1960年制作のアメリカ映画。ジョン・オハラが1935年に発表した小説が原作。『バタフィールド8』とも表記される。
主演の「バターフィールド8」を演じたエリザベス・テイラーがアカデミー主演女優賞を受賞した。当時、テイラーの夫だったエディ・フィッシャーが共演している。

## ストーリー
モデルとして働いているというグロリアは、実はコールガールであった。男を信じないグロリアであったが、お金のために富豪の娘と結婚し、今となっては酒に溺れる男ウェストンと恋に落ちる。

## キャスト
※括弧内は日本語吹替（初回放送1971年12月2日『木曜洋画劇場』）
- グロリア／バターフィールド8：エリザベス・テイラー（富永美沙子）
- ウェストン・リゲット：ローレンス・ハーヴェイ（広川太一郎）
- スティーブ：エディ・フィッシャー（木下秀雄）
- エミリー：ダイナ・メリル（増山江威子）
- ワンダラス夫人：ミルドレッド・ダンノック（鈴木光枝）

## 評価
テイラーの受賞は、それまで三回ノミネートされながら受賞せず、肺炎で倒れたことへの同情からで、それ以外にはノミネートされておらず作品の評価は高くない。『キネマ旬報』でも35位だった。

## その他
主演女優賞を受賞したエリザベス・テイラーだが、実はこの映画が嫌いで、一度も観ていないという。